# Animas (fiume)
L'Animas (pronuncia inglese: [on-e-mas]; in spagnolo: Río de las Ánimas) è un fiume lungo 203 km che scorre nella parte orientale degli Stati Uniti d'America. È un affluente del fiume San Juan, che a sua volta lo è del fiume Colorado.
L'Animas-La Plata Water Project, completato nel 2015, è un progetto che prevede il rifornimento del lago Nighthorse, nel bacino di Ridges, in seguito alle rivendicazioni da parte degli Ute meridionali sui diritti idrici, sulla base del Colorado Ute Settlement Act del 2000.